# 卡里尼亚诺
卡里尼亚诺（意大利语：Carignano），是意大利北部皮埃蒙特大区都灵省的一个市镇。总面积50.2平方公里，总人口9234，人口密度183.9人/平方公里（2010年12月31日）。